# Lelivéldia
Lelivéldia é um distrito que pertence ao município de Berilo, no Vale do Jequitinhonha, em Minas Gerais.
Também chamado de Lamarão, o distrito foi fundado pelo padre holandês Wilhelmus Johannes Oud em 01/05/1953. Tem aproximadamente 3.800 habitantes.[carece de fontes?]
Lelivéldia possui duas escolas estaduais: Escola Estadual de Lelivéldia e Escola Estadual Hermano José. Ambas têm cerca de 3.000 alunos. Tem uma escola municipal e uma creche comunitária, que atende atualmente cerca de 125 crianças até 6 anos de idade. Em 2019 saiu primeira estrada de asfalto. E uma academia e um banco 
O nome Lelivéldia significa "Campo de Lírios", em holandês.